# 전람회의 그림

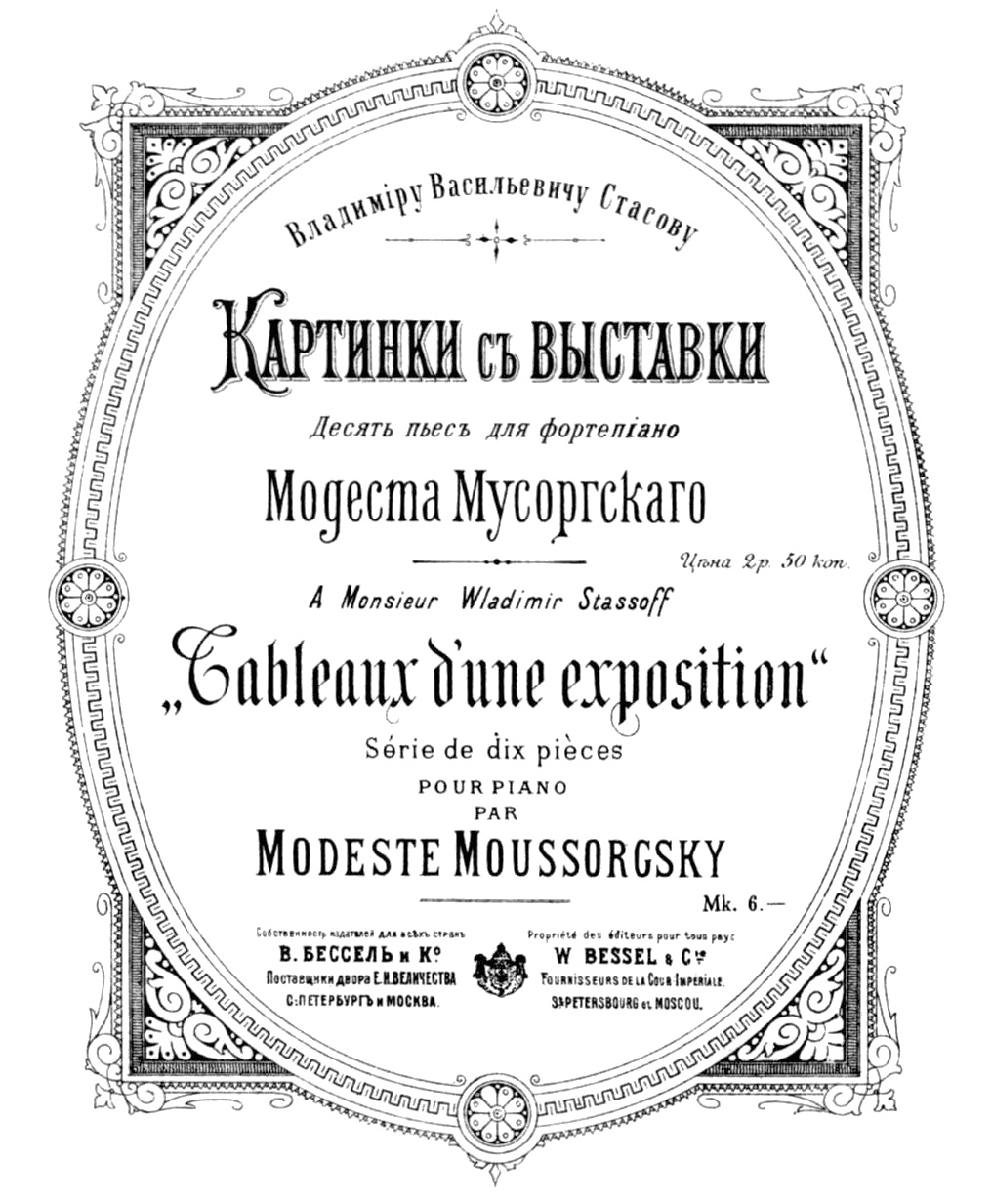

전람회의 그림(영어: Pictures at an exhibition)은 1874년 러시아의 작곡가 모데스트 무소륵스키가 작곡한 피아노 모음곡이다. 총 10곡으로 이루어져 있으며, 각 악장 사이에는 프롬나드가 붙어 있어 각 악장 간의 유기성을 강조한다.

## 작곡 배경
무소륵스키의 친한 친구였던, 건축가이자 디자이너, 화가인 빅토르 하르트만이 1873년에 동맥류 파열로 급사하자, 하르트만의 친구였던 블라디미르 스타소프는 하르트만의 유작을 모아 1874년에 추모 전람회를 개최하였고, 이 전시회에 참여한 무소륵스키는 전시된 10개의 그림에서 영감을 받아 같은 해에 이 작품을 완성하고, 스타소프에게 헌정하였다.

## 곡의 구성 및 내용
작은따옴표는 초판 악보에 적힌 내용을 옮긴 것이다.

### 프롬나드 1
프롬나드(Promenade)는 산책이라는 뜻으로 작곡가가 하르트만의 작품 사이를 거니는 모습을 형상화한 것이다. 곡의 사이에 각각 붙어 있다.
장중하고 당당한 악상이 친구의 유작을 접하는 무소륵스키의 감회를 묘사한다.

### 1곡 난쟁이(Gnomus)
‘스케치가 안짱다리로 절뚝거리며 달려가는 조그만 난쟁이를 묘사한다.’ 불규칙하고 저돌적인 악상이 불안정한 느낌을 준다.

### 프롬나드 2
첫 번째 프롬나드보다 더 부드럽고 은근한 음향이 이어지는 곡의 분위기를 암시한다.

### 2곡 고성(Il vecchio castello)
‘중세의 옛 성 앞에서 음유시인이 노래를 부른다.’ 애상적인 바순 선율이 고적한 노래를 부른다.

### 프롬나드 3
다시 장중하고 힘찬 악상으로 돌아와 다음 곡으로 그대로 이어진다.

### 3곡 튈르리 궁전. 아이들이 놀이 뒤에 벌이는 싸움(Tuileries. Dispute d’enfants après jeux)
‘프랑스 튈르리 궁 정원의 가로수 길에서 아이들과 보모들이 놀고 있다.’ 밝고 아기자기한 악상이 사랑스럽고 귀여운 느낌을 잘 전해준다.
이 곡 다음에는 바로 ‘4곡 비들로’가 온다.

### 4곡 비드워(Bydło)
‘커다란 바퀴가 달린 폴란드의 소달구지이다.’ 저음현의 무겁고 규칙적인 반주 위로 금관이 우울한 노래를 부른다. 클라이맥스에 도달한 뒤 그대로 멀어진다.
* L에 작대기가 달린 문자(Ł)는 영어권의 더블유(w) 발음을 한다. 영어권의 외래어 "비들로(Bydlo)"는 원어인 폴란드어 "비드워(Bydło)"와는 다른 의미로 쓰이는 용례가 많아 주의한다. 물론 "바르샤바"를 영어권에서 "월쏘"라고 발음하듯 이것도 편의상 폴란드 문자를 무시하고 "비들로"라고 발음하기도 한다.
애상적인 단조 선율이 비들로 그림을 보고 난 작곡가의 서글픈 심정을 전해준다.

### 5곡 껍질을 덜 벗은 햇병아리들의 발레(Ballet of unhatched fledglings)
‘하르트만이 어느 발레의 한 장면을 위해 고안한 장식 디자인이다.’ 불규칙한 리듬이 뒤뚱거리는 병아리의 모습을 귀엽게 묘사한다.
이 곡 다음에는 바로 ‘6곡 폴란드의 어느 부유한 유대인과 가난한 유대인’이 온다.

### 6곡 사무엘 골덴베르크와 슈뮐레(Samuel Goldenberg und Schmuÿle)
현의 거드름스런 악상은 부유한 쪽을, 새된 소리로 빽빽거리는 트럼펫은 가난한 쪽을 묘사하고 있으며, 둘 사이의 대화는 말다툼으로 이어져 부유한 유대인이 가난한 쪽을 한 대 치는 것으로 끝난다.

### 프롬나드 5
원곡에서는 이 자리에 다섯 번째 프롬나드가 오지만 라벨은 편곡 과정에서 생략했다. 그래서 종종 러시아의 작곡가 세르게이 고르챠코프가 편곡한 판본의 프롬나드를 빌려 연주한다.

### 7곡 리모주의 시장(Limoges, The Market Place)
‘프랑스의 시장에서 여자들이 격렬하게 싸우고 있다.’ 부산한 악상이 프랑스의 소도시 시장에서 벌어지는 작은 소동을 묘사한다.
이 곡 다음에는 바로 ‘8곡 카타콤’이 온다.

### 8곡 카타콤(Catacombae)
‘하르트만이 랜턴을 들고 파리의 카타콤을 조사하는 자신의 모습을 그린 그림이다.’ 카타콤은 로마의 지하 묘지로, 초기 기독교 시대의 기독교인이 많이 묻힌 곳이다. 무거운 금관 합주가 엄숙하고 위압적인 선율을 들려준 뒤, ‘죽은 언어로 말하는 죽은 사람과 함께’라는 표제와 더불어 프롬나드의 선율이 애상적이면서도 불길한 느낌의 단조로 제시된다.
이 곡 다음에는 바로 ‘9곡 닭발 위의 오두막집’이 온다.

### 9곡 닭발 위의 오두막집(The Hut on Fowl's Legs)
‘하르트만의 그림은 아래에 닭발이 달린 시계 모양을 한 바바야가의 오두막을 묘사하고 있다.’ 바바야가는 러시아 민담에 자주 등장하는 마녀이다. 변덕스럽고 광포하면서도 익살스런 악상이 빗자루를 타고 이리저리 날아다니는 마녀의 모습을 묘사한다.
이 악장에서 단절없이 바로 ‘10곡 키이우의 대문'으로 이행된다.

### 10곡 키이우의 대문(The Heroes’ Gate at Kyiv)
‘키이우 시의 대문을 위한 디자인 스케치로, 슬라브 특유의 둥근 지붕 모양을 한 옛 러시아의 힘찬 스타일을 그대로 적용했다.’ 전곡을 마무리하기에 손색이 없는 찬가조의 위풍당당한 악상이 드높이 울려 퍼진다. 중간에 ‘프롬나드’ 선율이 인용되어 작곡가 자신이 대문을 통과하는 성대한 행렬에 참여한 듯한 느낌을 준다.

## 관현악법 및 편곡
이 곡은 원래 피아노곡으로 작곡되었으나 그 힘차고 개성적이며 색채적인 악상은 보기 드물 만큼 풍부한 관현악적 가능성을 담고 있었으며, 이를 간파한 많은 음악가가 이 곡의 편곡 작업에 매달렸다. 맨 먼저 미하일 투시말로프가 시도했으며, 헨리 우드, 레오 푼텍, 레오폴드 스토코프스키, 블라디미르 아슈케나지, 모리스 라벨등이 각자의 관점에서 편곡하였다. 또한 나오우모프는 피아노 협주곡 버전으로 편곡하였다.

## 모리스 라벨의 편곡 악기 편성
- 목관악기: 피콜로(제3플루트를 겸함), 플루트2, 오보에3(제3오보에는 잉글리시 호른을 겸함), 클라리넷(B♭) 2, 베이스 클라리넷(B♭), 알토 색소폰(E♭), 바순2, 콘트라바순
- 금관악기: 호른(F)4, 트럼펫(C)3, 트롬본3, 튜바, 유포니움
- 타악기: 팀파니, 글로켄슈필, 탬버린, 실로폰, 심벌즈, 큰북, 탐탐, 채찍, 라쳇, 튜블러벨, 교회종
- 현악기: 하프2, 현악 5부